# Simon Pegg
Simon John Pegg (Gloucester, 14 februari 1970) is een Engels acteur, komiek, schrijver, filmproducent en regisseur. Hij is bekend van zijn rol in onder meer Shaun of the Dead, Hot Fuzz, de komedieserie Spaced en zijn vertolking van Montgomery 'Scotty' Scott in de film Star Trek uit 2009. Pegg werkt vaak samen met de acteurs Nick Frost, Jessica Hynes, Dylan Moran en Edgar Wright.
Hij is een zoon van John Henry Beckingham, die handelde in muziekinstrumenten.
Op 23 juli 2005 trouwde Pegg met Maureen McCann in Glasgow, Schotland. Pegg is de peetoom van Apple Blythe Alison Martin, de dochter van Gwyneth Paltrow en Chris Martin.

## Filmografie

### Films
| Jaar | Titel                                               | Rol                                        |
| ---- | --------------------------------------------------- | ------------------------------------------ |
| 1999 | Guest House Paradiso                                | Mr. Nice                                   |
| 2001 | The Parole Officer                                  | Deflated Husband                           |
| 2002 | 24 Hour Party People                                | Paul Morley                                |
| 2004 | Shaun of the Dead                                   | Shaun                                      |
| 2005 | The League of Gentlemen's Apocalypse                | Peter Cow                                  |
| 2005 | Land of the Dead                                    | Photo Booth Zombie                         |
| 2006 | Mission: Impossible III                             | Benji Dunn                                 |
| 2006 | Big Nothing                                         | Gus                                        |
| 2006 | Free Jimmy                                          | Odd                                        |
| 2007 | Grindhouse                                          | Cannibal                                   |
| 2007 | The Good Night                                      | Paul                                       |
| 2007 | Hot Fuzz                                            | Sergeant Nicholas Angel                    |
| 2007 | Run, Fatboy, Run                                    | Dennis Doyle                               |
| 2007 | Diary of the Dead                                   | Cameo (stem)                               |
| 2008 | How to Lose Friends & Alienate People               | Sidney Young                               |
| 2009 | Star Trek                                           | Montgomery "Scotty" Scott                  |
| 2009 | Ice Age: Dawn of the Dinosaurs                      | Buck "The brave (and crazy) weasel" (stem) |
| 2010 | Burke and Hare                                      | William Burke                              |
| 2011 | Paul                                                | Graeme Willy                               |
| 2011 | The Adventures of Tintin: The Secret of the Unicorn | Thompson (Janssen)                         |
| 2011 | Mission: Impossible – Ghost Protocol                | Benji Dunn                                 |
| 2012 | Ice Age: Continental Drift                          | Buck (stem)                                |
| 2013 | The World's End                                     | Gary King                                  |
| 2013 | Star Trek: Into Darkness                            | Montgomery "Scotty" Scott                  |
| 2014 | Hector and the Search for Happiness                 | Hector                                     |
| 2014 | The Boxtrolls                                       | Herbert Trubshaw (stem)                    |
| 2014 | Kill Me Three Times                                 | Charlie Wolfe                              |
| 2015 | Man Up                                              | Jack                                       |
| 2015 | Absolutely Anything                                 | Neill                                      |
| 2015 | Mission: Impossible – Rogue Nation                  | Benji Dunn                                 |
| 2015 | Star Wars: Episode VII: The Force Awakens           | Unkar Plutt                                |
| 2016 | Star Trek: Beyond                                   | Montgomery "Scotty" Scott                  |
| 2016 | Ice Age: Collision Course                           | Buck (stem)                                |
| 2018 | Ready Player One                                    | Ogden Morrow                               |
| 2018 | Terminal                                            | Bill                                       |
| 2018 | Mission: Impossible – Fallout                       | Benji Dunn                                 |
| 2023 | Mission: Impossible – Dead Reckoning Part One       | Benji Dunn                                 |
| 2025 | Mission: Impossible – The Final Reckoning           | Benji Dunn                                 |

### Televisieseries
| Jaar | Titel                               | Rol                                           |
| ---- | ----------------------------------- | --------------------------------------------- |
| 2005 | Doctor Who                          | The Editor                                    |
| 2012 | Star Wars: The Clone Wars           | Dengar (stem)                                 |
| 2014 | Phineas and Ferb                    | Shaun, Candace's C.O., C-3PO en Pierre (stem) |
| 2019 | The Dark Crystal: Age of Resistance | The Chamberlain (skekSil) (stem)              |

### Videospellen
| Jaar | Titel                 | Rol                           |
| ---- | --------------------- | ----------------------------- |
| 2015 | Lego Dimensions       | Benji Dunn (stem)             |
| 2015 | Star Wars Battlefront | Dengar (stem)                 |
| 2023 | Hogwarts Legacy       | Phineas Nigellus Black (stem) |